# Спорогорећи штапин
Спорогорећи штапин је средство за паљење које у склопу са детонаторском капислом служи за иницирање експлозивних пуњења. Спорогорећи штапин се израђује у виду врпце и састоји се од памучне нити, барутне сржи, омотача од памучне пређе и битуменске изолације. Срж штапина чини ситнозрни барут са памучним концем који пролази кроз средину сржи. Омотач штапина израђен је од два или три заштитна слоја памучних нити, импрегрисаних битуменом. Омотач спречава прогоревање и варничење штапина у бочне стране. Време горења спорогорећег штапина се креће у границама 110÷140с/м', са толеранцијом од ±10с. Спорогорећи штапин се не сме употребљавати у рудницима са појавом метана и експлозивне угљене прашине. Најважније техничко-минерске карактеристике спорогорећег штапина су паљивост и горивост штапина.
У уобичајеној употреби, реч штапин се користи неселективно. Међутим, када је специфичан (а посебно у војном контексту), термин фитиљ  описује једноставну пиротехничку иницирајућу направу, док термин упаљач   користи се када се односи на софистициранији уређај за паљење који укључује механичке и/или електронске компоненте, као што је близински упаљач за М107 артиљеријску гранату, магнетни или акустични упаљач на морској мини са опругом, затим упаљач за детонатор оловке,  или упаљач мине који служи за заштиту мина од померања и дирања. 
Спорогорећи штапин је врста пиротехничког уређаја који се користи као сигуран и поуздан начин за иницирање експлозива или других пиротехничких средстава. Назив "спорогорећи" указује на његову способност да гори релативно споро, омогућавајући оператеру довољно времена да се удаљи на безбедну раздаљину пре него што дође до детонације. Такође то је врста запаљивог средства које се широко користи у пиротехници, минирању, па чак и у пољопривредним применама. Основна функција овог штапина је да омогући контролисано паљење експлозива или других запаљивих материја на одређеној удаљености и у тачно одређено време.

## Историја
Документовани докази сугеришу да су најраније штапине први употребили Кинези из династије Сунг између 10. и 12. века. Након што су Кинези измислили барут, почели су да прилагођавају његова експлозивна својства за употребу у војној технологији. До 1044. користили су барут у једноставним гранатама, бомбама и бацачима пламена. 
Најједноставнији облик фитиља  је запаљени фитиљ, за који се верује да датира из 10. века и да потиче из средњевековне кинеске династије Сунг. Овај једноставан фитиљ састојао се од лаганог папира напуњеног растреситим барутом и служио је као средство за одлагање паљења у ватромету. Овај једноставан облик запаљеног фитиља и данас се може наћи у многим модерним ватрометима. Верзија овог једноставног штапина се зове воско штапин и састоји се од горућег језгра премазаног воском или лаком ради издржљивости и водоотпорности. Рани штапини за гранате се такође састоје од дрвеног чепа са уздужном рупом испуњеном спорогорећом барутном смешом убаченом у гранату. Такви штапини су били у употреби све до 18. века. Комерцијална и војна верзија запаљеног штапина који се назива сигурносни штапин (који је изумео Вилијам Бикфорд) је текстилна цев испуњена запаљивим материјалом и умотана како би се спречило спољашње излагање запаљеног језгра. Сигурносни штапини се користе за иницирање детонације експлозива употребом каписле за минирање.
Спорогорећи штапини се користе већ вековима, а њихова примена и технологија су се значајно развијали током времена. Први облици ових уређаја користили су црни барут као главни спорогорећи материјал, а временом су усавршени како би се постигла што већа поузданост и сигурност. У почетку су коришћени у војне сврхе, а касније су нашли примену у рударству и грађевинарству. Развој нових материјала и хемијских формулација омогућио је повећање сигурности и поузданости ових штапина, чинећи их незаобилазним алатом у многим индустријама.

### Штапини
Савремени сигурносни штапини се често користе у рударским и војним операцијама, да обезбеде временско одлагање пре паљења, и чешће се користе за покретање експлозивног детонатора, чиме се покреће експлозивна ланчана реакција за детонацију већег, стабилнијег главног пуњења. Сигурносни штапини су обично обојени у зелену или црну (војна) или флуоресцентно наранџасту (комерцијална) како би се разликовали од детонирајућих каблова као што је Примацорд, који су јарке боје или провидни.

## Основне карактеристике
Спорогорећи штапин је у суштини је дугачка флексибилна цевчица испуњена спорогорећим прахом, који се састоји од више слојева различитих материјала, обично направљена од црног барута или сличног материјала. Његова брзина горења може варирати, али је обично око 1 центиметар у секунди, што омогућава прецизно мерење времена до детонације.
Штапин је обично направљен од следећих материјала:
- Језгро: У центру штапина налази се језгро које садржи спорогорећу смешу (најчешће црни барут). Ова смеша обично укључује комбинацију барута и других хемикалија које омогућавају споро и стабилно сагоревање. Језгро је кључни елемент који одређује брзину сагоревања штапина.
- Изолациони слој или омотач: Око језгра се налази изолациони слој који се састоји од текстилних влакана, пластике, папира или других изолатора који штити смешу од механичких оштећења и влаге и који омогућавају константну брзину горења.
- Спољашњи омотач: Најспољнији слој штапина је омотач који служи као додатна заштита и омогућава лако руковање. Често је овај слој направљен од воском импрегнираног памука или пластике, а понекад се додаје и гумени слој како би се повећала отпорност на спољашње услове од влаге и механичких оштећења.

## Структура
Фитиљ се теоретски састоји од најмање три елемента:
- Жица, конопац или омотач који му даје облик и флексибилност, ово је скелет фитиља.
- Гориво које сагорева током сагоревања фитиља и запаљује или иницира експлозив.
- Оксидатор који омогућава сагоревање горива чак и у одсуству кисеоника и на тај начин обезбеђује уједначену брзину сагоревања на целој путањи фитиља.

Мора бити калибрисан и чисто исечен клештима за пресовање, истим оним које се користе за пресовање детонатора.

## Композиција
Обично је мешавина горива и оксидатора заправо црни прах. Међутим, постоје још неке врсте смеша које омогућавају брже, спорије сагоревање са мање дима... Постоје и неке варијације у погледу облика: мешавина гориво-оксидатор може да се фиксира на централну жицу или да се нађе унутар омотача.
Стога постоји велики избор фитиља, погодних за све активности ватромета. Наведимо на пример:
- Црни фитиљ: направљен од црног праха адсорбованог на биљним влакнима. Ово је најчешћи осигурач који пиротехничари користе за спајање ватромета. За ватромет, осигурач је окружен папирним омотачем (тип крафт папира, мање или више водоотпоран у зависности од модела). Брзина сагоревања фитиља умотаног у свој папир је веома велика (око 300 метара у секунди, што је практично еквивалентно лепој експлозији), док исти фитиљ који је лишен папира гори око 3 цм у секунди.

Овај феномен јасно показује шта је сагоревање, односно појава која производи ослобађање гаса. Пошто црни прах не захтева кисеоник у ваздуху да би сагорео, повећање притиска услед папирног омотача је довољно да убрза ово сагоревање веома спектакуларно. То је разлог зашто су сви комерцијални ватромети који су опремљени фитиљем од папира опремљени комадом фитиља за одлагање који омогућава произвођачу ватромета који запали свој комад да има времена да се склони. У недостатку овог комада фитиља за одлагање, неопходно је скинути фитиљ на дужини од најмање 10 цм, иначе ризикујете да га одмах изгубите.
- Лаком и воском премазан фитиљ: пресвучен водоотпорним нитроцелулозним воском који омогућава да гори под водом.
- Кашњење: картонска цев испуњена високо компресованим црним прахом и одређене дужине омогућава одлагање ватре од једног ватромета до другог. Најчешћа кашњења су 1, 2, 3, 4, 5 секунди и више.
- Спори фитиљ: запаљен прахом који се користи за избацивање испаљеног ватромета, сагорева током узлета у вис и пали распрскавајуће пуњење када се достигне максимална висина.

Спорогорећи штапин је врста запаљивог средства које се широко користи у пиротехници, минирању, па чак и у пољопривредним применама. Основна функција овог штапина је да омогући контролисано паљење експлозива или других запаљивих материја на одређеној удаљености и у тачно одређено време.

## Примена
Спорогорећи штапин се користи у различитим ситуацијама где је потребно одложено паљење:
- Рударство и грађевинарство: У рударству и грађевинарству штапин се користи за иницирање експлозива уз контролу тајминга експлозија у контролисаним операцијама рушења или ископавања. Поставља се тако да омогући радницима довољно времена да се удаље на безбедну удаљеност пре детонације.
- Пиротехника: У производњи ватромета, као и у разним пиротехничким представама и ватрометима штапин омогућава контролисано паљење различитих пиротехничких средстава како би се постигли одређени визуелни ефекти  са одређеним временским одлагањем.
- Пољопривреда: У одређеним ретким случајевима, спорогорећи штапини се користе за контролисано паљење поља или других површина у циљу сузбијања корова или остатака после жетве.
- Војевање: У војним операцијама, спорогорећи штапини могу бити део сложених иницијалних система за експлозиве, где је неопходно време одлагања пре детонације.

## Брзина сагоревања
Једна од кључних карактеристика спорогорећег штапина је његова брзина сагоревања, која се мери у сантиметрима у секунди или минутима по метру. Типична брзина сагоревања креће се од 1 до 12 минута по метру, али може варирати у зависности од конкретне формулације и примене. Спорије брзине сагоревања се користе када је потребно више времена за одлагање, док се брже брзине користе за примене где је потребан краћи временски интервал.

## Врсте
- Спорогорећи штапин је веома споро горећи фитиљ који се састоји од ужета од конопље или памука натопљеног оксидатором као што је калијум нитрат. Спорогорећи штапини се користе као извор ватре за ручно паљење других уређаја, као што су оружја са кременом (кремењаче, мушкете), или фитиља на топовима са црним барутом. Пре него што су измишљене каписле, спорогорећи штапини су били најпогоднији за употребу са оружјем на црни барут јер се могло грубо руковати без гашења, и имали су само мали ужарени врх уместо велике ватре која би могла да запали залихе барута у близини.
- Данашњи "пунк" (дрвене летвице прекривене млевеним биљним срцем или стајског ђубрива (изметом), а затим засићене нитратом) који се користи за паљење ватромета за потрошаче је врста спорогорећег штапина.
- Црни штапин је врста фитиља који се састоји од памучног канапа обложеног осушеном смешом црног барута и лепка. Овај фитиљ делује као једноставан проводник ватре и користио се за паљење древних топова. Данас се користи у изради ватромета.
- Брзи штапин или цевни штапин је врста штапина са црним барутом који гори веома брзо, неколико стотина стопа у секунди. Састоји се од црног штапина прекривеног лабавим папирним омотачем (цевчицом). Када се запали, пламен се брзо шири низ папирну цевчицу услед топлих гасова произведених сагоревањем барута. Брзи штапини се користе у професионалним ватрометним представама за готово тренутно преношење ватре између уређаја који морају бити физички одвојени, али морају истовремено да се активирају, као што је завршница са више детонација. Уређаји који треба да се активирају у низу могу бити повезани са једним главним фитиљем, који се састоји од брзог штапина спојеног са Виско фитиљима различитих дужина ради одлагања времена.
- Виско фитиљ има језгро од црног барута са једним или више текстилних омотача. Спољни слојеви могу бити премазани воском или нитроцелулозним лаком ради отпорности на воду. Ови фитиљи се широко користе у модерној пиротехници јер горе равномерно (то јест уједначеном брзином), са лако видљивим спољним пламеном. У зависности од њиховог спољног третмана, Виско фитиљи су отпорни на воду, а бољи квалитети могу поуздано горети под водом када се једном запале, јер језгро црног барута обезбеђује и гориво и оксидатор.
- Сигурносни фитиљ се састоји од језгра црног барута у текстилној цевчици, прекривен асфалтом или другим водоотпорним средством, и има спољашњи омотач од чврстог текстила или пластике. Израђују се у стандардном пречнику дизајнираном да се причврсти у детонирајуће каписле. Једном када се запали, сигурносни фитиљ гори под водом и нема спољни пламен који би могао да запали метан или друге запаљиве гасове, као што су они који се могу наћи у рудницима или другим индустријским окружењима. Сигурносни фитиљи се производе са одређеним временом горења по 30 cm, нпр. 60 секунди, што значи да ће дужина фитиља од 30 cm горети 60 секунди. Произвођачи упозоравају да, иако се чини све да би се обезбедила уједначеност времена сагоревања, сигурносни фитиљи су подложни варијацијама у зависности од услова и треба их користити уз одговарајуће мере безбедности.
- Електрични фитиљ (понекад назван "Igniter Safety Fuse Electric" (ISFE)) то јест Електрични сигурносни фитиљ (ISFE) који пали главни фитиљ или уређај када се активира електричном струјом. Обично се састоји од пара жица које воде до танке отпорне жице која се загрева када се примени струја. Отпорна жица је прекривена малом количином пиротехничке композиције која се запали од загревања жице, обезбеђујући довољно ватре за поуздано паљење главног фитиља преко механичке везе или директно уређаја. Моторе модела ракета фирме Estes пали врста електричног штапина. Велики ватрометни прикази се покрећу сложеним секвенцама тајминга коришћењем рачунара који напаја електричне штапине повезане са фитиљима појединачних уређаја.
- Фитиљ "летећа риба" (бумбар) је необична врста компоненте за ватромет. Направљен је као Виско фитиљ, али садржи металну сјајну смесу за варнице или други ефекат уместо црног барута. Летећа риба тако може да делује као главни ефекат уместо само као иницијатор. На пример, једноставно паљење кратког комада фитиља летеће рибе на земљи чини да лети кроз ваздух, изгледајући као да плива у насумичним правцима, док испушта варнице и звук. Ваздушна граната пуњена са много таквих комада резултира прелепим мноштвом комада који лете и испуштају варнице високо у ваздуху.
- "Сполет" је одложени фитиљ који се састоји од шупљег дрвеног штапа или папирне цевчице напуњене црним барутом. Сполет се лепи на зид ватрометне гранате и пали га пуњење које подиже гранату у ваздух. Сполет, након одлагања које омогућава гранати да достигне врх своје путање, пали главни ефекат гранате. Чврста дрвена конструкција осигурава да фитиљ гори поуздано упркос експлозивној сили и убрзању приликом лансирања.
- "Сосисон" је био рани облик фитиља.

## Испитивање паљивости и горивости
За испитивање паљивости и горивости спорогорећег штапина потребно је узети два комада спорогорећег штапина дужине по 10 cm. Крајеви штапинасе засеку управно на срж штапина, а затим поставе у стаклену цев дужине око 20 cm и пречника нешто већег од дебљине штапина. Међу растојање између крајева штапина у цеви износи 3 cm. Један крај штапина се упали отвореним пламеном и он својим сагоревањем треба да упали други крај на растојању од 3 cm. У колико се од 5 огледа сваки пут упали други крај штапина онда је квалилтет спорогорећег штапина на паљење и горење добар. 

### Помоћна средства за паљење спорогорећег штапина
- Да би се спречиле незгоде при раду са спорогорећим штапином произведена су помоћна средства за њихово паљење. Ова средства омогућују да се изврши брзо и сигурно паљење штапина.

## Помоћна средства за паљење
Помоћна средства за паљење су:
- минерско саће‚
- минерски туљци, и
- минерске шибице.

Минерско саће и минерски туљци користе се за истовремено паљење већег броја штапина, односно мина. Минерска шибица се употребљава за припаљивање спорогорећег штапина
непосредно или преко минерског саћа.

## Предности и мане

### Предности:
- Једноставност употребе: Спорогорећи штапин је релативно лак за употребу и не захтева сложену опрему.
- Поузданост: Константна брзина горења омогућава прецизно одлагање детонације.
- Безбедност: Омогућава кориснику да се удаљи на безбедну удаљеност пре активације експлозива.

### Мане:
- Осетљивост на влагу: Спорогорећи штапини могу бити осетљиви на влагу, што утиче на њихову поузданост.
- Ограничена прецизност: Иако је брзина горења константна, неке варијације могу да се појаве у зависности од услова околине.
- Механичка оштећења: Штапин може бити подложан механичким оштећењима која могу да утичу на његову функционалност.

## Безбедност
При руковању спорогорећим штапином потребно је придржавати се строгих безбедносних мера:
- Штапин треба чувати на сувом месту, заштићен од влаге и директног сунчевог светла.
- Руковање треба обављати са одговарајућом опремом како би се спречиле случајне детонације или повреде.
- Треба избегавати сечење или оштећивање штапина пре употребе, јер то може утицати на брзину сагоревања и сигурност примене.

## Закључак
Спорогорећи штапин је веома важан и разнолико примењив и један је од најпопуларнијих и најпоузданијих уређаја за иницирање експлозива у различитим индустријама који омогућава прецизну контролу времена паљења. Његова једноставност, поузданост, приступачност и прилагодљива брзина сагоревања чине га незаобилазним алатом у ситуацијама где је неопходно контролисано одлагање детонације. Иако постоје неке мане, као што су осетљивост на влагу и механичка оштећења, правилна употреба и складиштење могу значајно умањити ове ризике.